# Charleston (Maine)
Charleston ist eine Town im Penobscot County des Bundesstaates Maine in den Vereinigten Staaten. Im Jahr 2020 lebten dort 1551 Einwohner in 563 Haushalten auf einer Fläche von 105,05 km².

## Geografie
Nach dem United States Census Bureau hat Charleston eine Gesamtfläche von 105,05 km², von der 105,02 km² Land sind und 0,03 km² aus Gewässern bestehen.

### Geografische Lage
Charleston liegt im Südwesten des Penobscot Countys, im Norden grenzt das Piscataquis County an. Mehrere kleine Flüsse wie der Bear Brook und der Crooked Brook fließen in südliche Richtung durch das Gebiet der Town. Es gibt auf dem Gebiet der Town keine Seen. Die Oberfläche ist eben, ohne nennenswerte Erhebungen.

### Nachbargemeinden
Alle Entfernungen sind als Luftlinien zwischen den offiziellen Koordinaten der Orte aus der Volkszählung 2010 angegeben.
- Nordosten: Atkinson, Piscataquis County, 9,3 km
- Osten: Bradford, 9,9 km
- Südosten: Hudson, 14,7 km
- Süden: Corinth, 10,9 km
- Südwesten: Exeter, 14,7 km
- Westen: Garland, 10,0 km
- Nordwesten: Dover-Foxcroft, Piscataquis County, 16,9 km

### Stadtgliederung
In Charleston gibt es mehrere Siedlungsgebiete: Charleston, Eagle, Rollins Mills, South Charleston und West Charleston.

### Klima
Die mittlere Durchschnittstemperatur in Charleston liegt zwischen −11,1 °C (12 °F) im Januar und 20,6 °C (69 °F) im Juli. Damit ist der Ort gegenüber dem langjährigen Mittel der USA um etwa 9 Grad kühler. Die Schneefälle zwischen Oktober und Mai liegen mit bis zu zweieinhalb Metern mehr als doppelt so hoch wie die mittlere Schneehöhe in den USA; die tägliche Sonnenscheindauer liegt am unteren Rand des Wertespektrums der USA.

## Geschichte
Die Besiedlung auf dem Gebiet von Charleston startete im Jahr 1795. Als erster Siedler ließ sich Charles Vaughn nieder. Am 16. Februar 1811 wurde Charleston als Town unter dem Namen New Charlestown organisiert. Der Grant für Charleston wurde von Massachusetts vergeben.
Nachdem Maine im Jahr 1820 ein Bundesstaat der Vereinigten Staaten wurde, konnte der Name im Jahr 1827 in Charlestown geändert werden, da keine weitere Überschneidung mit Charlestown, Massachusetts mehr bestand.

### Einwohnerentwicklung
| Volkszählungsergebnisse – Town of Charleston, Maine | Volkszählungsergebnisse – Town of Charleston, Maine | Volkszählungsergebnisse – Town of Charleston, Maine | Volkszählungsergebnisse – Town of Charleston, Maine | Volkszählungsergebnisse – Town of Charleston, Maine | Volkszählungsergebnisse – Town of Charleston, Maine | Volkszählungsergebnisse – Town of Charleston, Maine | Volkszählungsergebnisse – Town of Charleston, Maine | Volkszählungsergebnisse – Town of Charleston, Maine | Volkszählungsergebnisse – Town of Charleston, Maine | Volkszählungsergebnisse – Town of Charleston, Maine |
| Jahr                                                | 1800                                                | 1810                                                | 1820                                                | 1830                                                | 1840                                                | 1850                                                | 1860                                                | 1870                                                | 1880                                                | 1890                                                |
| --------------------------------------------------- | --------------------------------------------------- | --------------------------------------------------- | --------------------------------------------------- | --------------------------------------------------- | --------------------------------------------------- | --------------------------------------------------- | --------------------------------------------------- | --------------------------------------------------- | --------------------------------------------------- | --------------------------------------------------- |
| Einwohner                                           |                                                     |                                                     |                                                     | 859                                                 | 1269                                                | 1283                                                | 1430                                                | 1191                                                | 1110                                                | 971                                                 |
| Jahr                                                | 1900                                                | 1910                                                | 1920                                                | 1930                                                | 1940                                                | 1950                                                | 1960                                                | 1970                                                | 1980                                                | 1990                                                |
| Einwohner                                           | 842                                                 | 864                                                 | 720                                                 | 716                                                 | 768                                                 | 771                                                 | 750                                                 | 909                                                 | 1037                                                | 1187                                                |
| Jahr                                                | 2000                                                | 2010                                                | 2020                                                | 2030                                                | 2040                                                | 2050                                                | 2060                                                | 2070                                                | 2080                                                | 2090                                                |
| Einwohner                                           | 1397                                                | 1409                                                | 1551                                                |                                                     |                                                     |                                                     |                                                     |                                                     |                                                     |                                                     |

## Kultur und Sehenswürdigkeiten

### Bauwerke
In Charleston wurde ein Bauwerk unter Denkmalschutz gestellt und ins National Register of Historic Places aufgenommen.
- United Baptist Church, 2018 unter der Register-Nr. 100003011.[9]

## Wirtschaft und Infrastruktur

### Verkehr
Durch Charleston verlaufen in westöstlicher Richtung parallel zueinander die Maine State Route 11 und 11A, die beide auch einen Teil in nordsüdlicher Richtung verlaufen. Ebenso wie die Maine State Route 15, die sich durch den Westen der Town zieht.

### Öffentliche Einrichtungen
In Charleston gibt es keine medizinischen Einrichtungen oder Krankenhäuser. Nächstgelegene Einrichtungen für die Bewohner von Charleston befinden sich in Dover-Foxcroft und Dexter.
Charleston verfügt über keine eigene Bücherei. Die nächstgelegenen Büchereien befinden sich in Dover-Foxcroft, Bradford und Corinth.

### Bildung
Charleston gehört mit Dover-Foxcroft, Monson und Sebec zum Regional School Unit 68. Im Schulbezirk stehen folgende Schulen zur Verfügung:
- SeDoMoCha Elementary School in Dover-Foxcroft, mit Schulklassen von Pre-Kindergarten bis zum 4. Schuljahr
- SeDoMoCha Middle School in Dover-Foxcroft, vom 5. bis zum 8. Schuljahr